# Peucetia maculifera
Peucetia maculifera är en spindelart som beskrevs av Pocock 1900. Peucetia maculifera ingår i släktet Peucetia och familjen lospindlar. Inga underarter finns listade i Catalogue of Life.